# Illa Emerald
L'illa Emerald és una de les illes del grup de les illes de la Reina Elisabet, a l'Arxipèlag Àrtic Canadenc, al nord del Canadà. Administrativament, l'illa pertany als Territoris del Nord-oest.

## Geografia

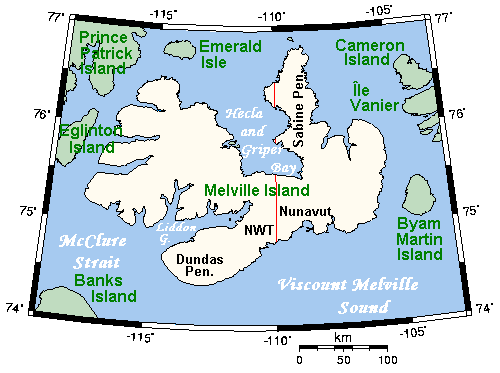
Illa Emerald, al nord de l'illa de Melville

L'illa es troba al nord de l'illa de Melville, de la qual la separa 26 km per les aigües de l'estret de Fitzwilliam. A l'est, a 27 km, té l'illa del Príncep Patrick i al nord-oest, a 63 km, l'Illa de Mackenzie King.
La seva superfície és de 549 km², sense superar en cap cas els 100 metres d'alçada.